# 刈谷パーキングエリア
刈谷パーキングエリア（かりやパーキングエリア）は、愛知県刈谷市の伊勢湾岸自動車道にあるパーキングエリアである。スマートインターチェンジを併設する。
2009年度の年間入場者数は8,300,000（8.3×10^6）人であり、これは日本の遊園地やテーマパークでは東京ディズニーリゾートとユニバーサル・スタジオ・ジャパン（USJ）に次ぐ数字であり、来場者数ランキング3位となった。2016年度現在の年間入場者数は9,054,000（9.054×10^6）人となっている。これは東海圏では、ナガシマリゾートに次ぐ数である。

## 概要
伊勢湾岸自動車道の豊田南インターチェンジ (IC) - 豊明IC間、豊田市と刈谷市の市境付近に所在する刈谷パーキングエリア (PA) は、上下線のエリアが双方とも本線北側に整備された片側集約型のパーキングエリアである。上下線休憩施設の間にハイウェイオアシス（岩ケ池公園を併設）を挟み（下りエリアが西側、上りエリアが東側）、高速道路からだけではなく一般道（愛知県道56号名古屋岡崎線）からの入場も可能。フードコートや温泉・観覧車などの付属施設もある。伊勢湾岸道から休憩目的で立ち寄る利用客が多く、利用客全体の約半分を占める。
管理は刈谷ハイウェイオアシス株式会社による。
アトラクションの利用料金は1回50円もしくは100円と、他の遊園地では考えられないような安い価格設定になっている。それだけでなく、セントラルプラザに併設されている「産直市場おあしすファーム」に並ぶ、朝採れ野菜や近海で揚がった新鮮な魚介類は、スーパーと比べてもはるかに安いため、わざわざ近所の人が買い物目当てに訪れるほどだという。ただ、こうした激安設定では、ほとんど収益は見込めないため、刈谷ハイウェイオアシス株式会社の取締役は「安さを武器にお客を集め、地元に密着しながら長期間・継続的に足を運んでもらうのが一番の目的」と語っている。このビジネスモデルは「刈谷モデル」とも称され、サービスエリア業界では一つの理想形として注目を集めている。
 

## コンセプト・設計
| 街並み感を演出するために統一テーマを設けた。ケヤキ並木のあるプロムナード設置もそのうちの一つ。 |  | 街並み感を演出するために統一テーマを設けた。ケヤキ並木のあるプロムナード設置もそのうちの一つ。 |
| 街並み感を演出するために統一テーマを設けた。ケヤキ並木のあるプロムナード設置もそのうちの一つ。 |  |                                                                                                |

| 非日常的空間にデザインされたセントラルプラザフードコート（画像左）と開業時点のデラックストイレ（画像右）。 |  | 非日常的空間にデザインされたセントラルプラザフードコート（画像左）と開業時点のデラックストイレ（画像右）。 |
| 非日常的空間にデザインされたセントラルプラザフードコート（画像左）と開業時点のデラックストイレ（画像右）。 |  | |

自動車専用道路「伊勢湾岸道路」として計画された当初は沿道にPAを併設する計画はなかった。やがて伊勢湾岸道路の高速自動車国道への格上げに伴ってその路線名を第二東名高速道路と変更し、施行命令が1993年に日本道路公団（現、中日本高速道路）に下されるに及んでPAの計画が持ち上がった。
刈谷市が危惧したのは、第二東名が市にとって単なる通過道路になることで、特に従来のPAは閉鎖的で地元にとって何のメリットも無いことを問題視した。このため市は、日本道路公団、建設省中部地方建設局、県とも話し合いを持って市のメリットを模索するに至った。ハイウェイオアシス構想はこの時に考案された。これにより地域のメリットを考えて、近接する岩ヶ池周辺と一体的に整備することになった。
設計に先立ち、刈谷商工会議所での講演が元で、刈谷市に事務所を構える鵜飼哲矢事務所（建築事務所）に設計をはじめコンセプト設定を依頼することになった。従来、サービスエリアは公団独自の基準があって、何よりも上下線のサービスエリアが公団施設、中央のハイウェイオアシスが民間運営会社の施設と事業主体が別であったことから、公団の基準を当てはめては全体のテーマがちぐはぐになる恐れがあった。このため鵜飼は、全体模型や多数のCGパースを造るなどして具体的なイメージを視覚化することで公団を説得した。
設定したテーマは「街づくり」で、全体を一体性のある街として整備したいとの思惑があったことから、上下線PAを一本のプロムナードで結ぶことが企図され、延長約650 mのケヤキ並木を配置した。そこには地域施設としての性格も重視するため、散歩ができて人が集まり、街としての賑わいが生まれることも意図されている。元来、高速道路のサービスエリアは公共的なサービス部分と思われてきた傾向があったが、鵜飼はそこに民間的な発想を取り入れることで、高速道路サービスの本質を問い直すことを念頭にこれらのテーマを設定したとする。
設計チームは鵜飼を中心に学生時代の仲間を招集して結成、企画が始まった頃は全員三十代前半の若手であった。メンバーは、グラフィック、インテリア、ランドスケープなど分野が異なる専門家の混合だが、「街づくり」を共通テーマとしてそれぞれの箇所を担当した。例えば施設の路面はランドスケープの専門家が担当し、多様な施設に一体感を持たせるべくデザインしている。プロムナードに設置されたサインはグラフィックデザイナーが担当し、やはり全体の統一性を持たせている。インテリアも例外では無く、セントラルプラザの飲食スペースや名産品販売エリア、「産直市場おあしすファーム」のデザインにも「街づくり」のテーマを導入して連続感を持たせた。また同時に「非日常的な空間」にすることも企図された。これはデザインや素材を工夫することで演出することとしたが、中でも究極が「デラックストイレ」で、特に女性側トイレの床はタイルに代えてカーペットを採用、ソファまで置かれている。また、セントラルプラザ飲食スペースの木製テーブルはカリモク（刈谷木材工業、高級家具メーカー）の特注品であるが、これは運営主体の刈谷ハイウェイオアシスの社長が同社の会長であったことから実現可能となった。

### 緑化
上述のプロムナードにおけるケヤキ並木に加え、駐車場のアイランドにクスノキ、カシ、クヌギなどを植樹した。これらの木はPA造成前から現場に生えていた既存木であり、造成に際して支障となることから伐採されることになったが、この中から比較的健全な生育をしている木を選んでアイランドに生かした。なお、上下線で木を変えており、上りはモミジバフウ、下りはユリノキで、利用者がどちらに駐車したかわかるためのマークとした。
刈谷市はハイウェイオアシスの基本方針に「緑と水を生かした魅力」とのイメージを挙げており、ハイウェイオアシスの入口となる県道についてもハイウェイオアシスにあわせたイメージを持たせるために沿道に花を植えるなどの方針を示した。
 

## 歴史
| 画像左 : オープン当初のセントラルプラザ。画像右 : スマートインターチェンジ工事にともない池が改変された（2020年11月）。 |  | 画像左 : オープン当初のセントラルプラザ。画像右 : スマートインターチェンジ工事にともない池が改変された（2020年11月）。 |
| 画像左 : オープン当初のセントラルプラザ。画像右 : スマートインターチェンジ工事にともない池が改変された（2020年11月）。 |  | |

- 2000年（平成12年）10月24日 : 刈谷ハイウェイオアシス株式会社と刈谷市が第三セクターの「株式会社オアシスタウン刈谷」を設立[23]。
- 2003年（平成15年）12月25日 : 伊勢湾岸道の豊田南IC - 豊明IC間が開通[24]。
- 2004年（平成16年）
  - 4月5日 : 刈谷市東境町で起工式を開催[25]。
  - 12月3日 : 竣工[26]。
  - 12月4日 : オープン[4]。この月だけで60万人が来場[13]。
- 2008年（平成20年）4月6日 : 岩ヶ池公園第二期整備区域がオープン[27]。
- 2022年  (令和4年) 4月9日 :メイントイレ(デラックストイレ)が18年振りにリニューアルした。

## 施設

### セントラルプラザ
ラーメン・和食・アイスクリームなど、様々な店舗が並ぶ。高速道路側から見るとメッシュ構造で、夜間はライトアップされる。一般道路側には「産直市場おあしすファーム」があり、朝採れ野菜や近海で揚がった新鮮な魚介類が販売されている。
 

### 名鉄レストハウス（上り休憩施設）
| 上りパーキングエリア外観と内部のフードコート。 |  | 上りパーキングエリア外観と内部のフードコート。 |
| 上りパーキングエリア外観と内部のフードコート。 |  |                                                |

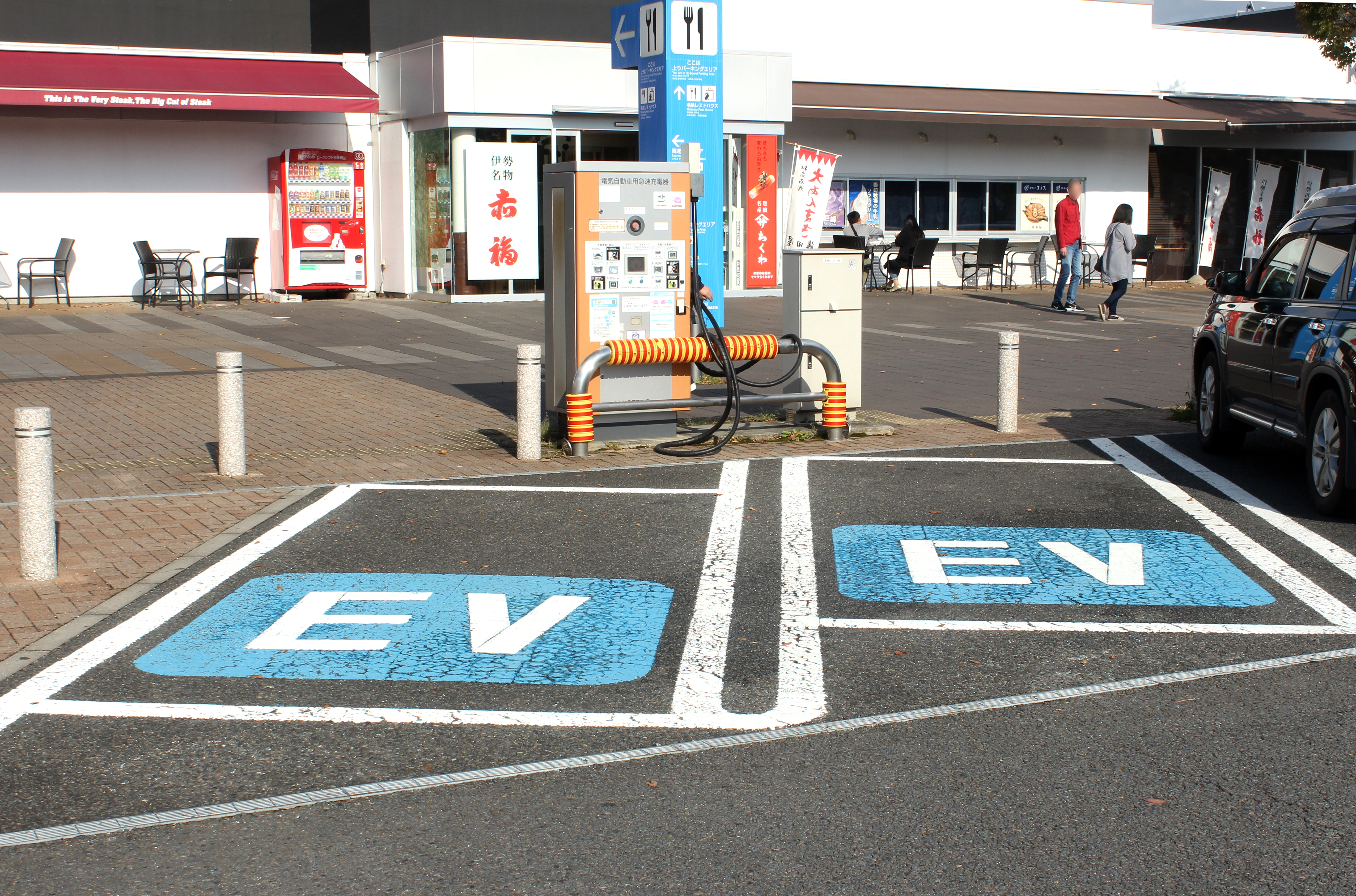
電気自動車充電スタンド

ラーメンや名古屋きしめんが販売されているフードコート、伊勢志摩の名産を販売している店などがある。他にも、八丁味噌ソフトクリームや天むす、藤田屋のあんまきなどの地元名物なども販売している。
- 駐車場
  - 大型 134台
  - 小型 128台
- トイレ（メイン）
  - 男性 大10（和式0・洋式10）※うちVIP2室・親子トイレ1室   小16
  - 女性 26（和式0・洋式26）※うちVIP3室・親子トイレ2室
  - 車椅子用 2
  - キッズ・ベビールーム
- トイレ（サブ）
  - 男性 大2（洋式2）、小5
  - 女性 10（和式3・洋式7）
    - 同伴の男児用小便器 1
- トイレ（ミニサブ）
  - 男性 大2（和式1・洋式1）、小2
  - 女性 2（洋式2）
- スナック、ショッピング（7:00 - 22:00、金曜・土曜は売店のみ24時間）
  - 中日ドラゴンズのグッズ販売コーナーが併設されている。
  - ジブリのグッズ販売コーナーがある
  - みちまるくんのグッズ販売コーナーがある
- ガソリンスタンド（昭和シェル石油 (豊通石油販売) セルフ式・24時間）
- 電気自動車充電スタンド（24時間）

### 近鉄パークハウス（下り休憩施設）
| 下りパーキングエリア外観と内部のフードコート。 |  | 下りパーキングエリア外観と内部のフードコート。 |
| 下りパーキングエリア外観と内部のフードコート。 |  |                                                |

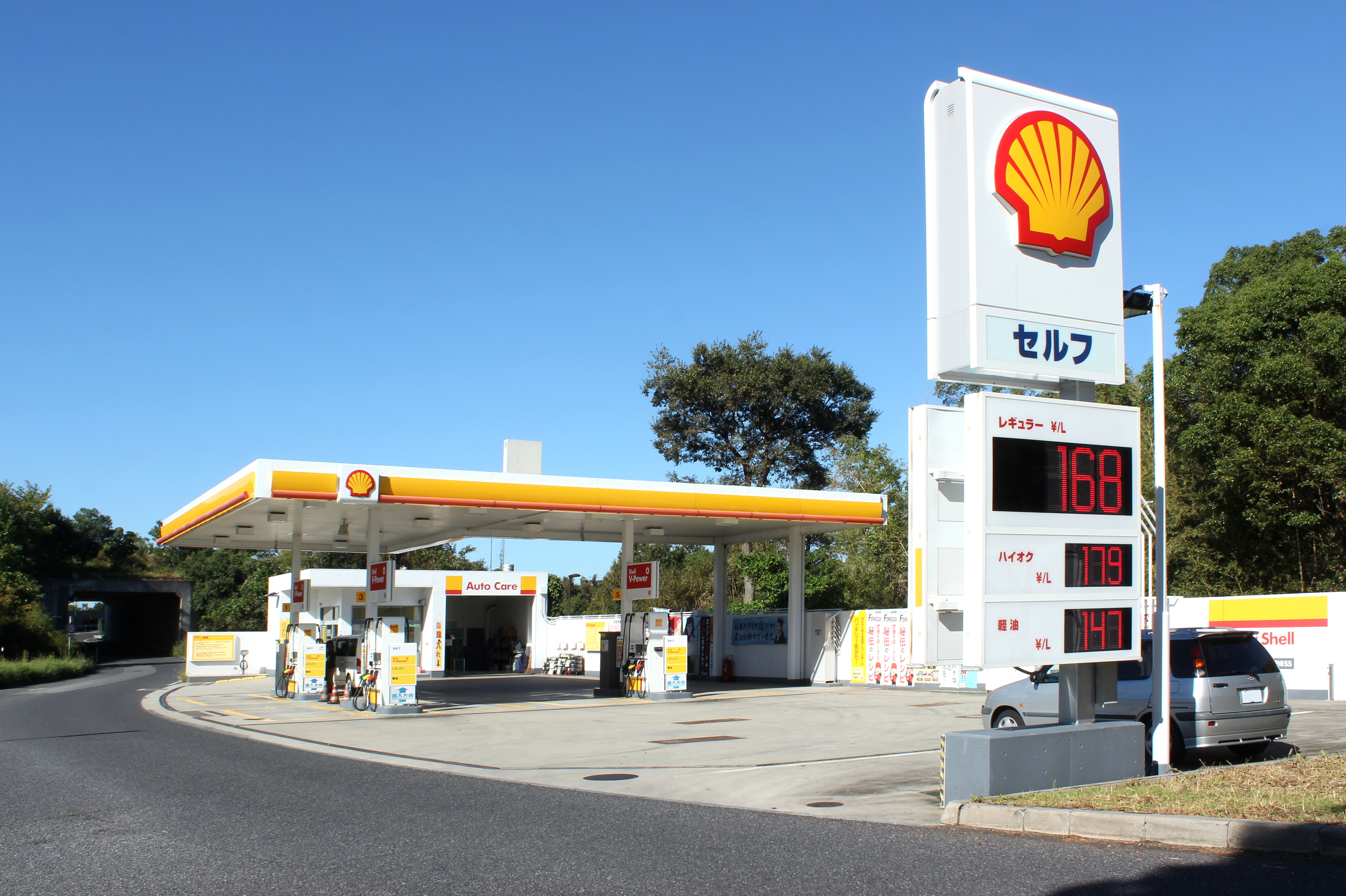
ガソリンスタンド（下り線側）

天ぷらきしめんなどの食事処から、カフェなどの軽食まで10店舗がある。
- 駐車場
  - 大型 98台
  - 小型 182台
- トイレ（メイン）
  - 男性 大10（和式0・洋式10）※うちVIP2室・親子トイレ1室    小16
  - 女性 26（和式0・洋式26）※うちVIP3室・親子トイレ2室
  - 車椅子用 2
  - キッズ・ベビールーム
- トイレ（サブ）
  - 男性 大2（洋式2）、小5
  - 女性 10（和式3・洋式7）
    - 同伴の男児用小便器 1
- トイレ（ミニサブ）
  - 男性 大2（洋式2）、小2
  - 女性 2（洋式2）
- スナック、ショッピング（近鉄リテーリング、7:00 - 22:00）
- ガソリンスタンド（出光興産（豊通石油販売）セルフ式・24時間）
- 電気自動車充電スタンド（24時間）

### 天然温泉かきつばた

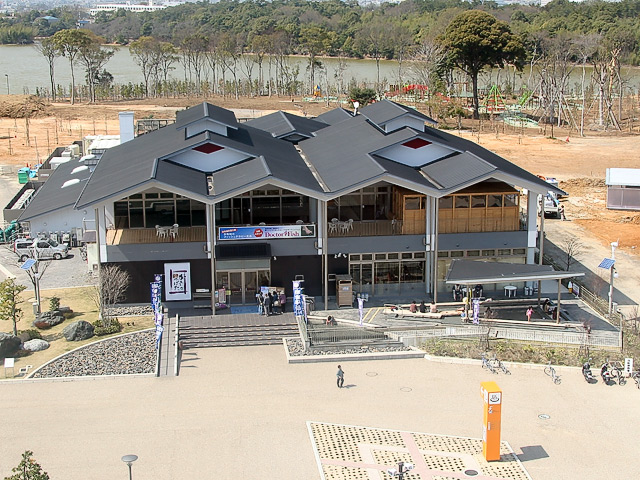
天然温泉かきつばた

刈谷市初の天然温泉。1階は温浴施設で、露天風呂・韓国風低温サウナやヨガなどを楽しめる。2階はフィットネスゾーンになっている。施設外部には足湯スペースがある（有料100円）。
- 湯温：39.2 ℃
- 泉質：塩化物温泉・弱アルカリ性
- 湧出量：毎分254リットル
- 天然温泉かきつばたのサイト

### オアシス館刈谷
刈谷市の観光や文化の紹介や、同市出身の有名人の紹介コーナーが設置されている。2013年3月23日にリニューアルオープンされた。

### 観覧車

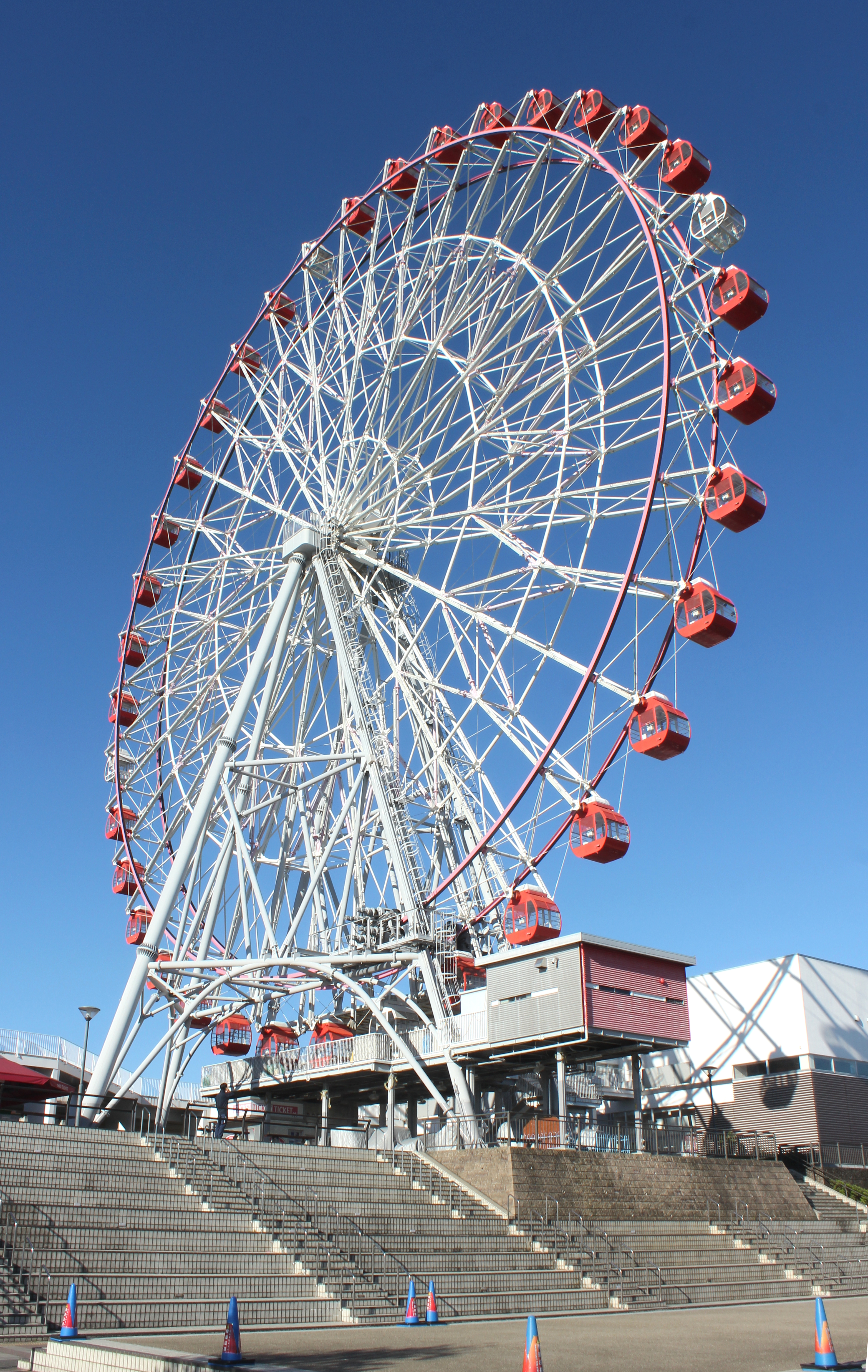
観覧車

観覧車の高さは約60 mで、つりかごが36ある。最上部からは刈谷市を一望でき、三河高原の山々も見える。空気の澄んだ日には、遠く木曽山脈や名古屋市の高層建築物群を望むことが出来る。

### えびせんべいの里
南知多名物「えびせんべい」の販売を行っている。

### プロムナード（上下線連絡通路）
上下線の駐車場が東西約600 mのプロムナードでつながっているため、人は歩いて往来することができる。
その間にハイウェイオアシスの下記の施設が設置されている。
- 観覧車
- セントラルプラザ
- デラックストイレ - 総工費約1億2000万円[1]、特に女性用は豪華な造りのため、マスコミにしばしば取り上げられる。
インテリアは絨毯張りで、フラワーアレンジメントも随所に設置され、ソファーまで完備している。その清潔感から、ここで弁当を食べる人までいるという[2]。一方、男性側はメタリック調とした[28]。

（出典：「『刈谷ハイウェイオアシス』施設概要パンフレット、刈谷市図書館で閲覧可）

## 刈谷スマートインターチェンジ
| 上り方面側出入口。県道56号名古屋岡崎線に接続。 |  | 上り方面側出入口。県道56号名古屋岡崎線に接続。 |
| 上り方面側出入口。県道56号名古屋岡崎線に接続。 |  |                                                |

刈谷スマートインターチェンジ（かりやスマートインターチェンジ）は、刈谷PAに併設のスマートインターチェンジである。
2022年（令和4年）3月26日に供用開始された。利用可能車種はETC搭載の全車種で24時間運用。上下線ともに出入可となっている。入口利用の場合、パーキングエリアの全施設を利用できない（スマートIC利用前にハイウェイオアシスの駐車場に停めてガソリンスタンド以外の施設を利用することは可能）。

### 接続する道路
- （上り線）愛知県道56号名古屋岡崎線[30]
- （下り線）市道01-41号線[30]

### 歴史
- 2017年（平成29年）7月21日 : 国土交通省より新規事業化[31]。
- 2021年（令和3年）4月28日 : IC名称が「刈谷スマートIC」で正式決定[32]。
- 2022年（令和4年）3月26日 : 供用開始[29]。

## 隣
E1A 伊勢湾岸自動車道
(3) 豊田南IC - (3-1) 刈谷PA/SIC - (4) 豊明IC

## 公共交通機関

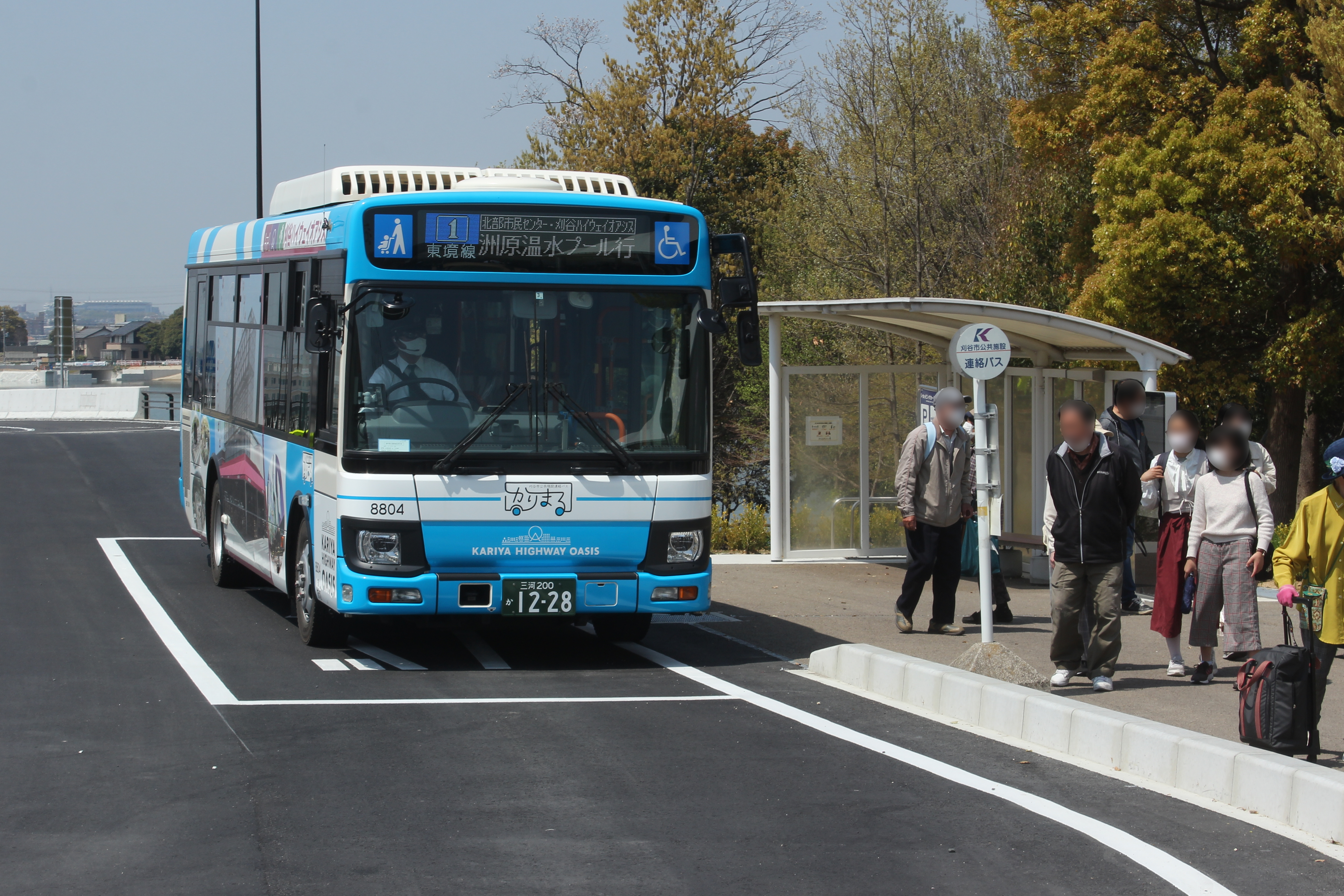
刈谷市公共施設連絡バスとそのバス停

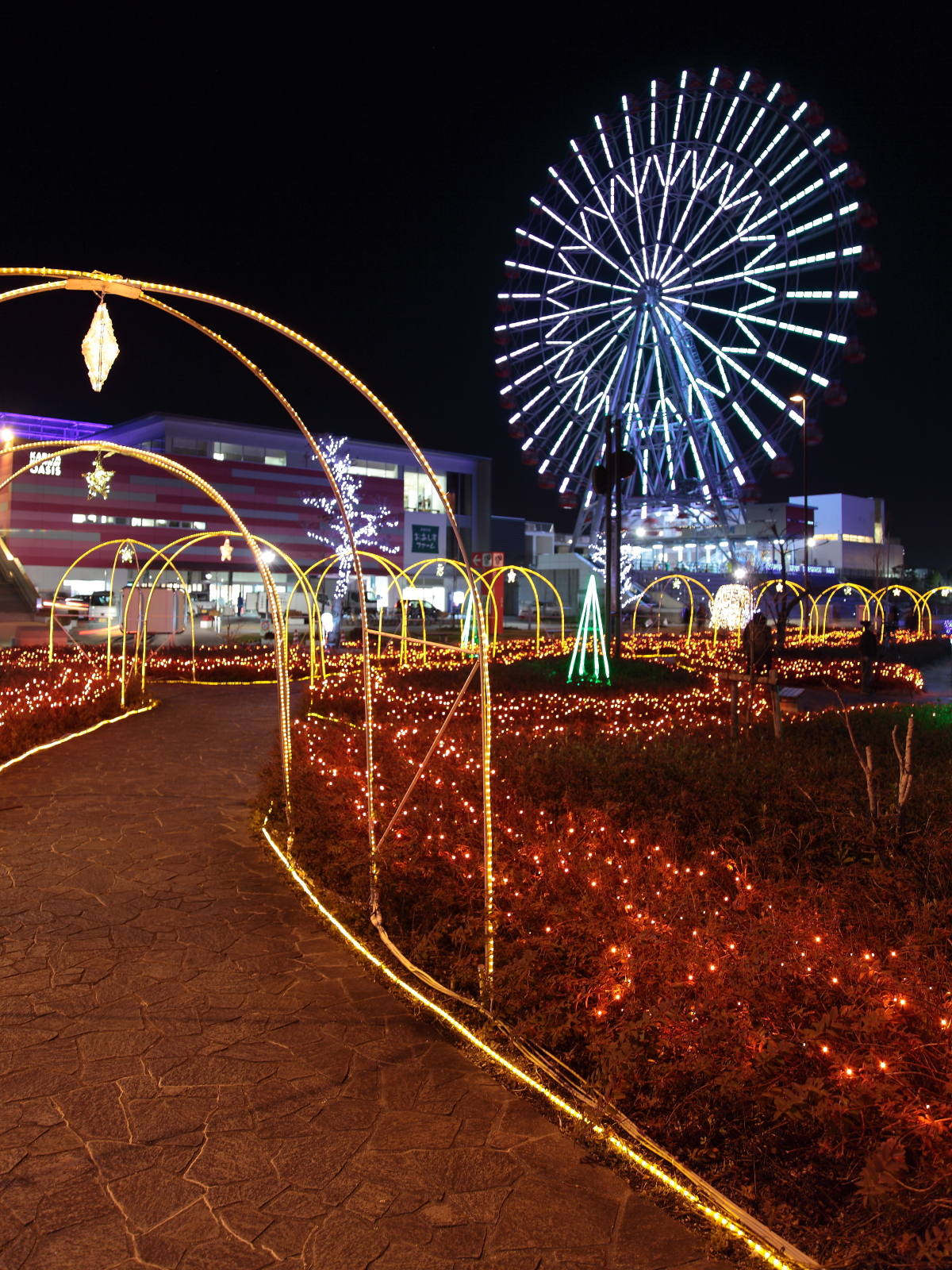
冬のイルミネーション

- 刈谷市公共施設連絡バス（東境線・西境線） - 施設内に刈谷ハイウェイオアシスバス停がある。
- 名鉄バス（愛教大線） - ハイウェイオアシス西口バス停より徒歩約20分。
- 高岡ふれあいバス（路線2） - ハイウェイオアシス東バス停より徒歩約5分。

## ギャラリー

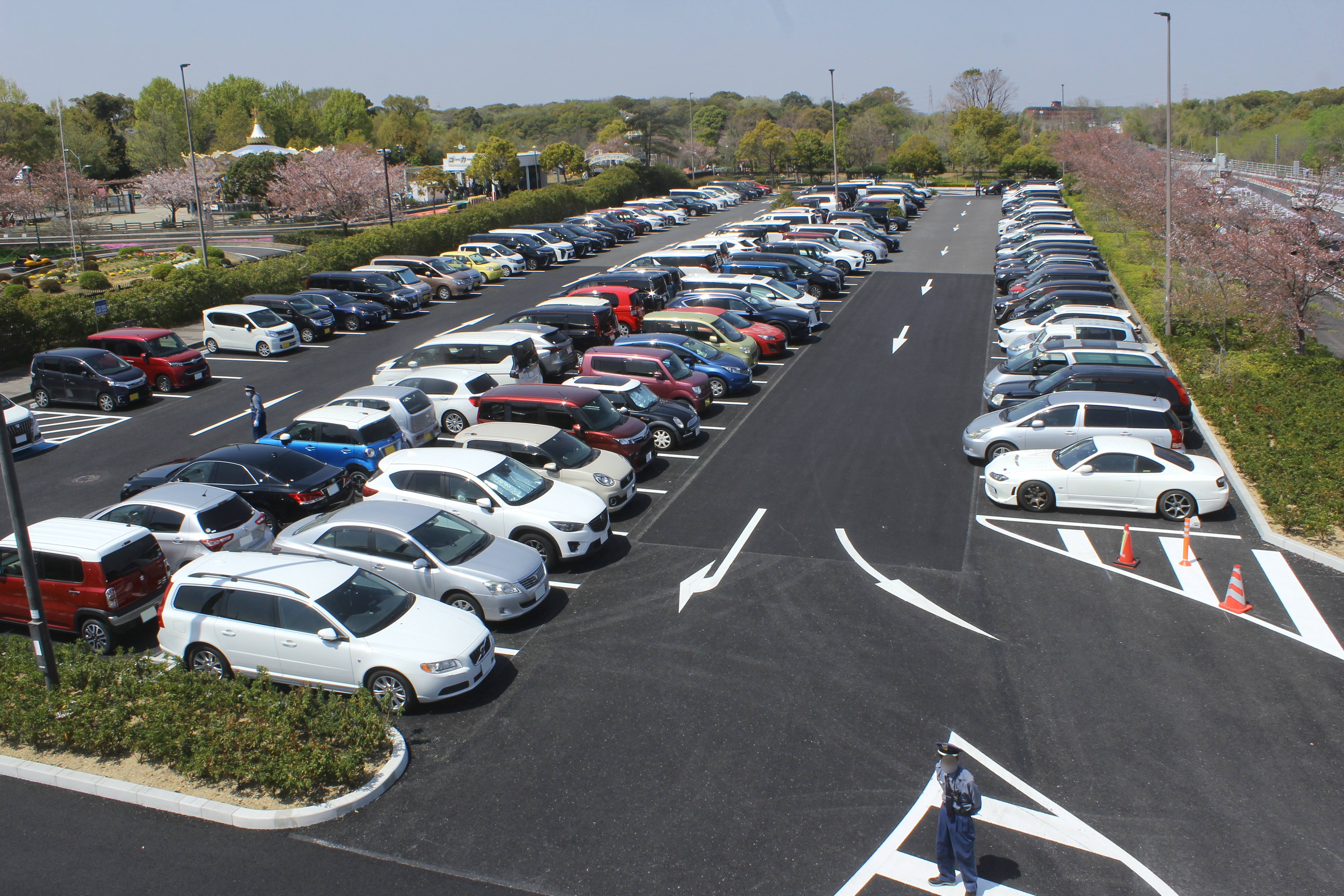
県道側駐車場（西側）。
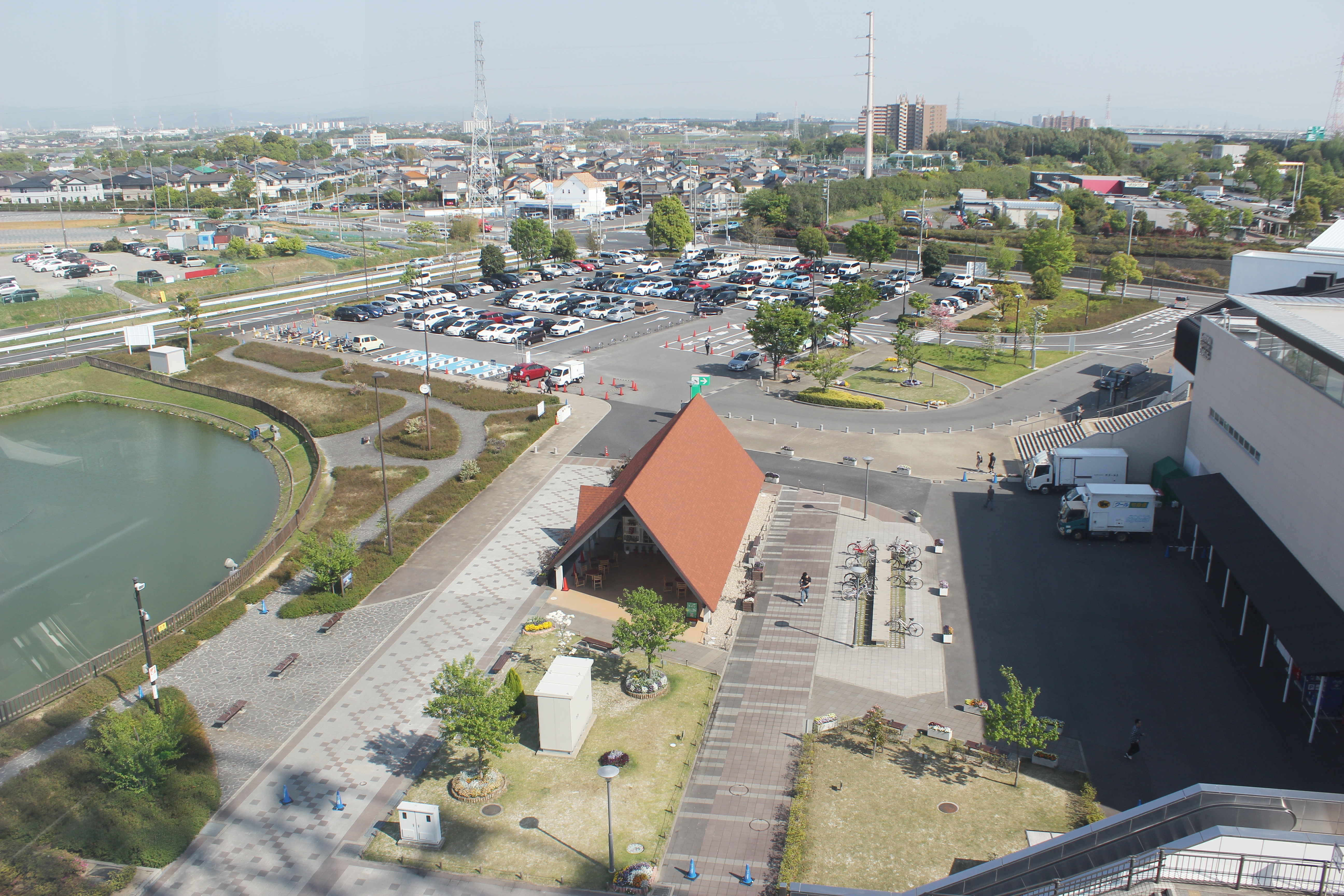
県道側駐車場（東側）。
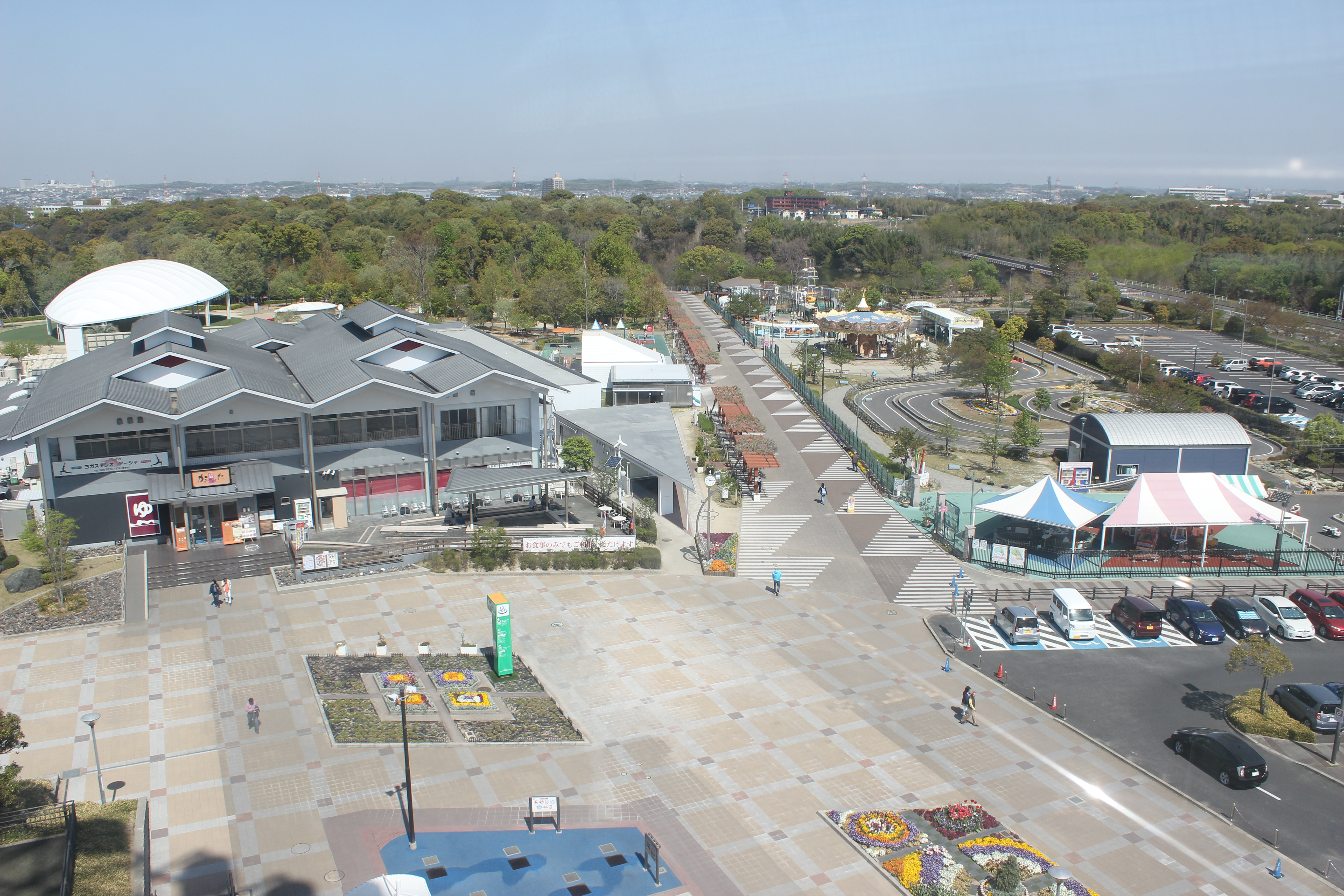
「天然温泉かきつばた」と岩ヶ池公園。
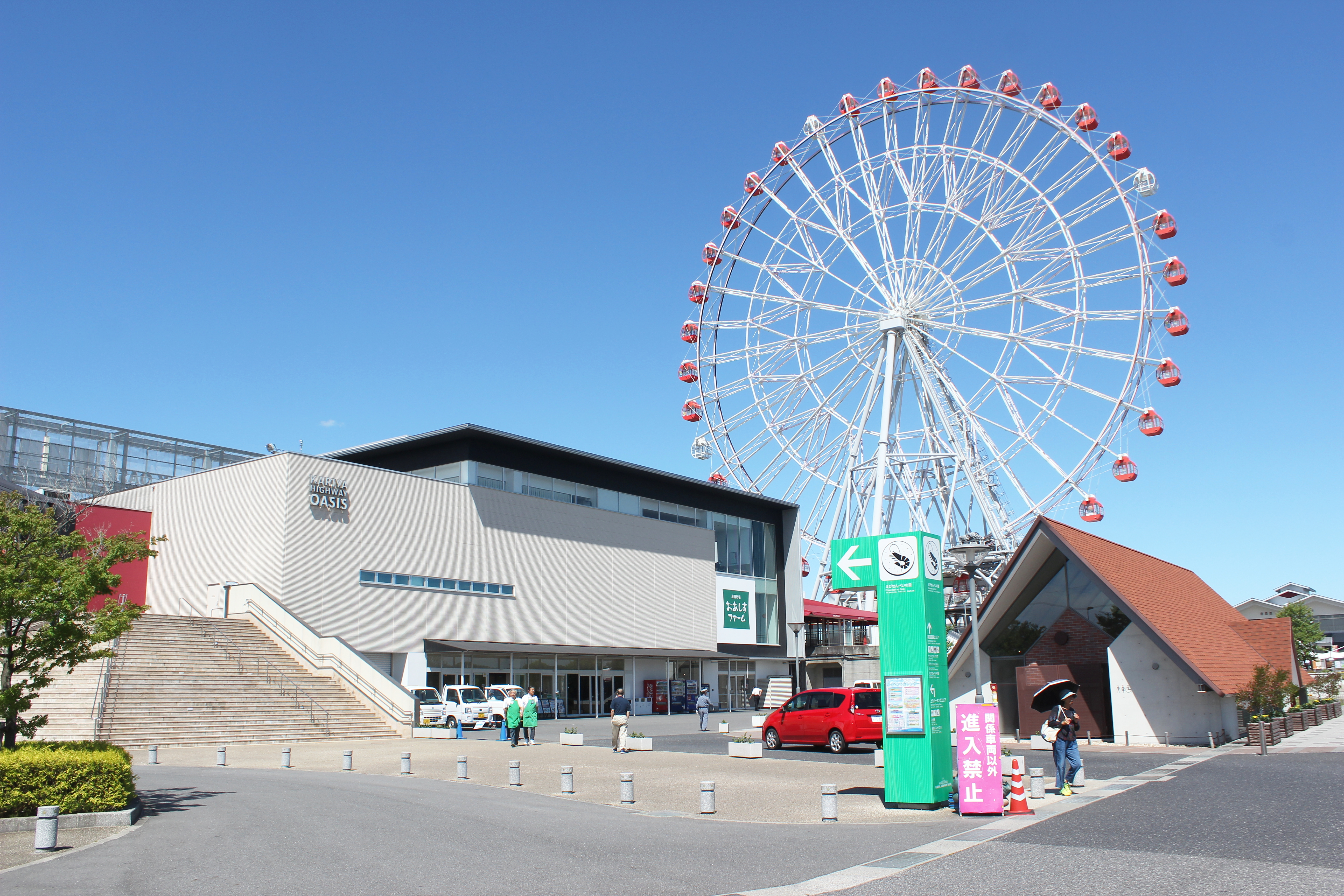
県道側から見たセントラルプラザ。
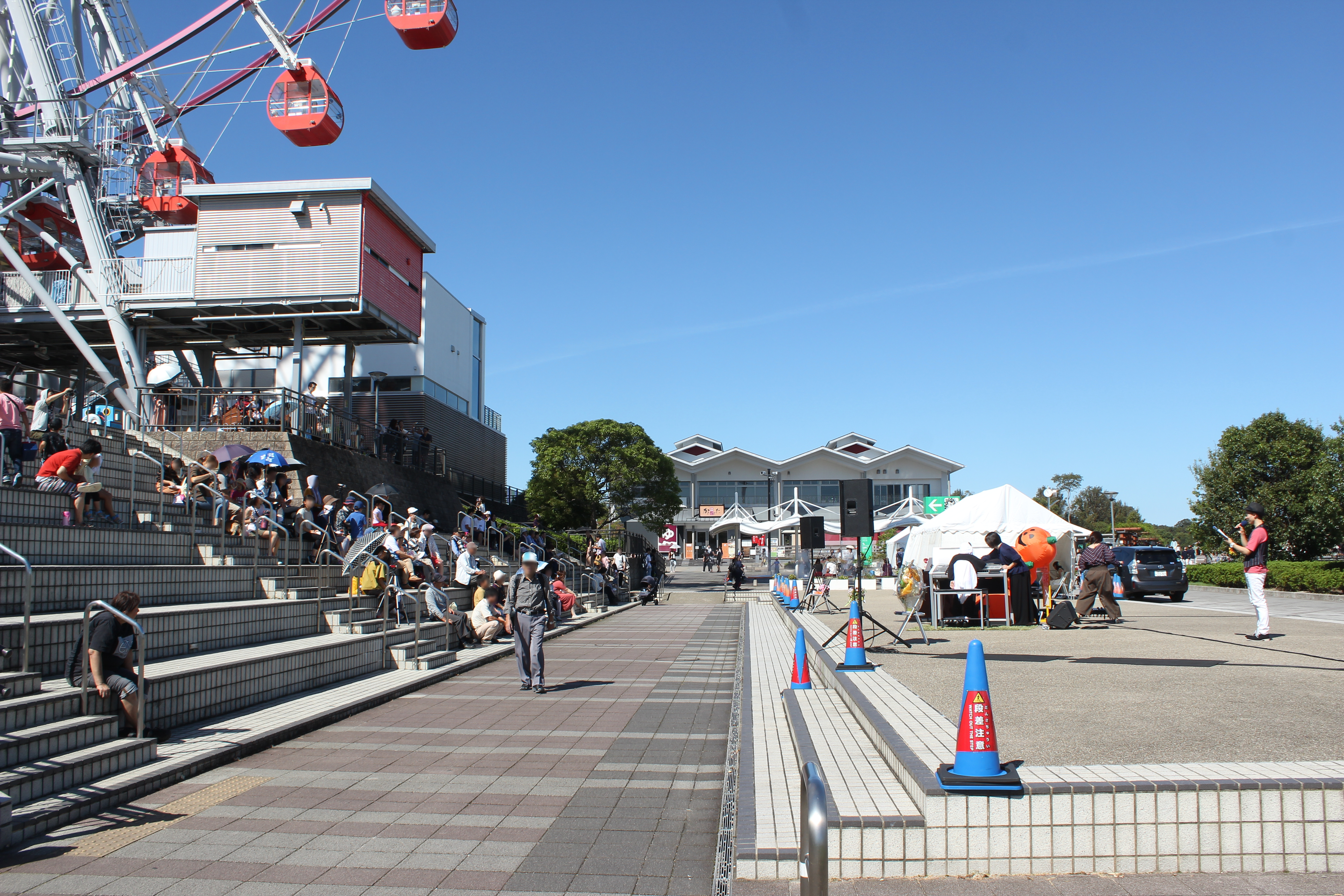
イベントに活用されるオアシスステージ
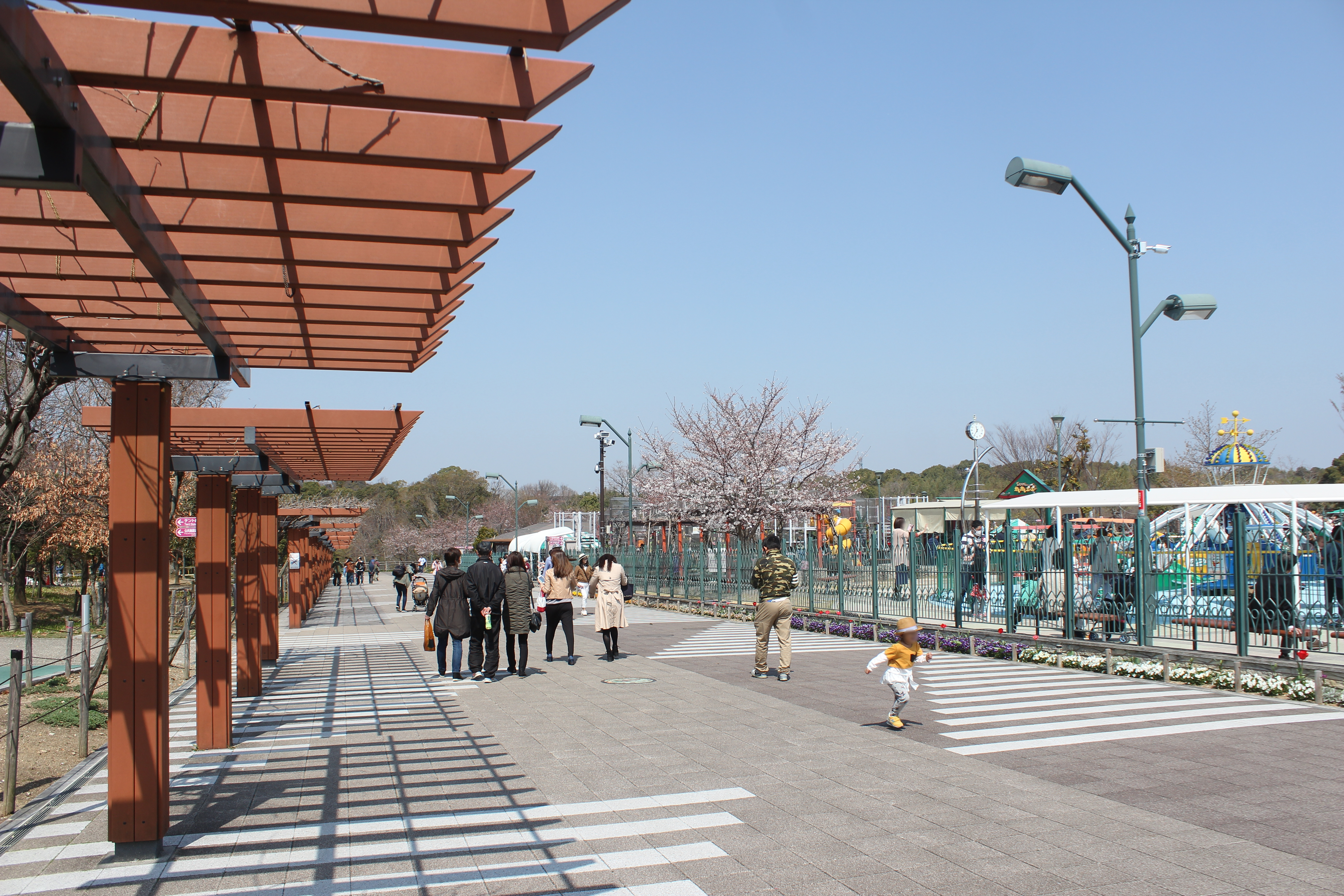
岩ヶ池公園の歩道。
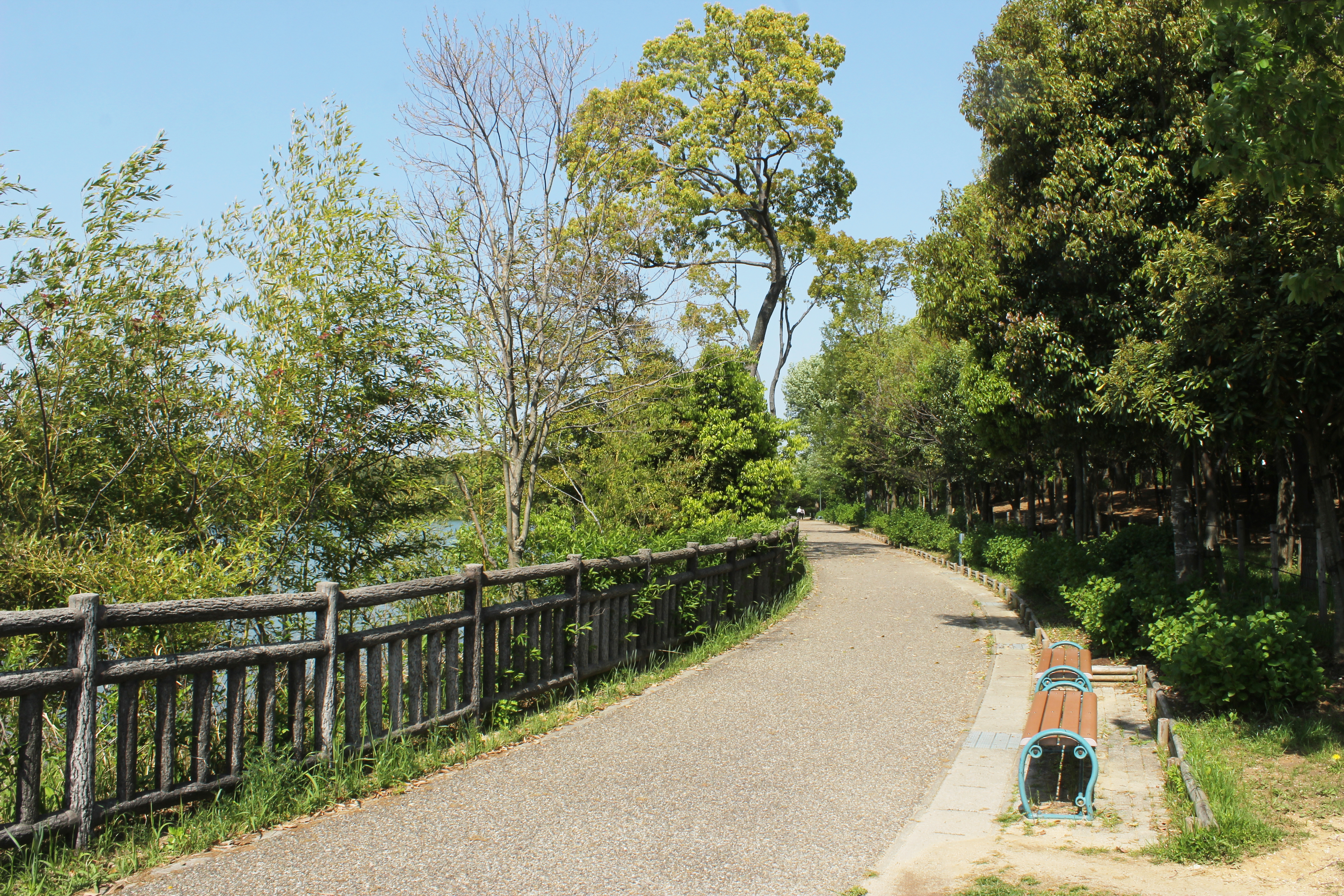
岩ヶ池周辺の遊歩道。
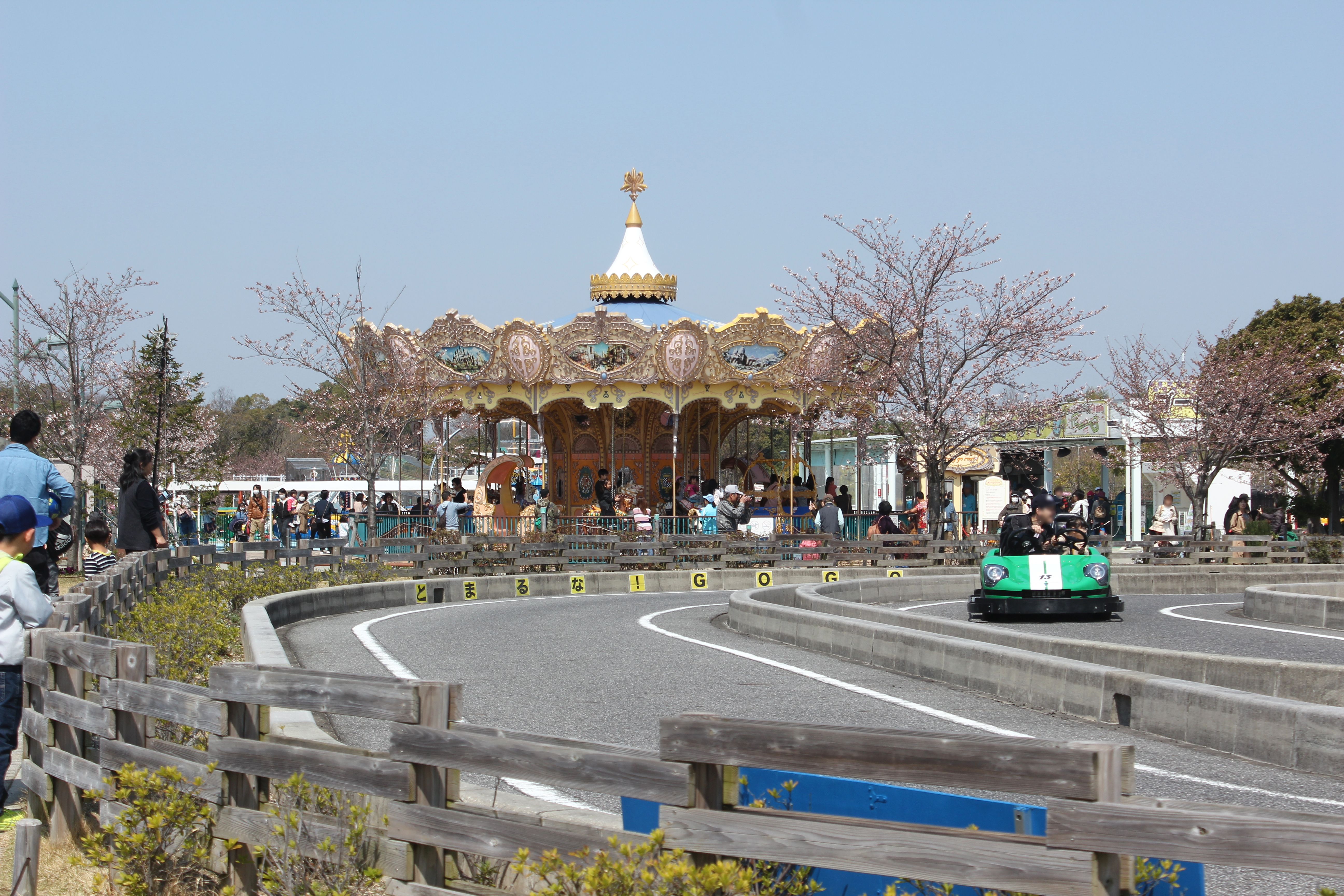
岩ヶ池公園のゴーカート
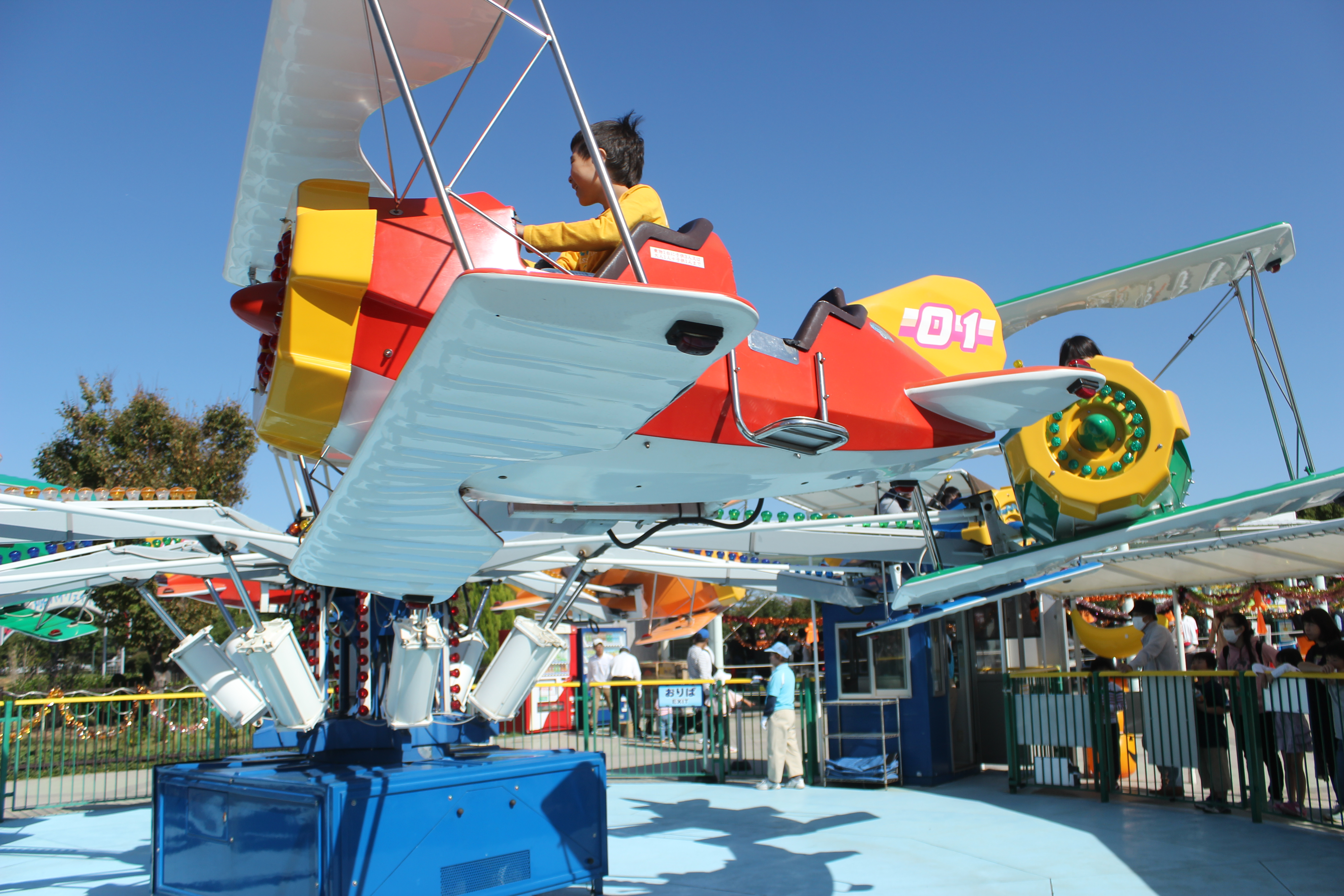
岩ヶ池公園の「わんぱくパイロット」
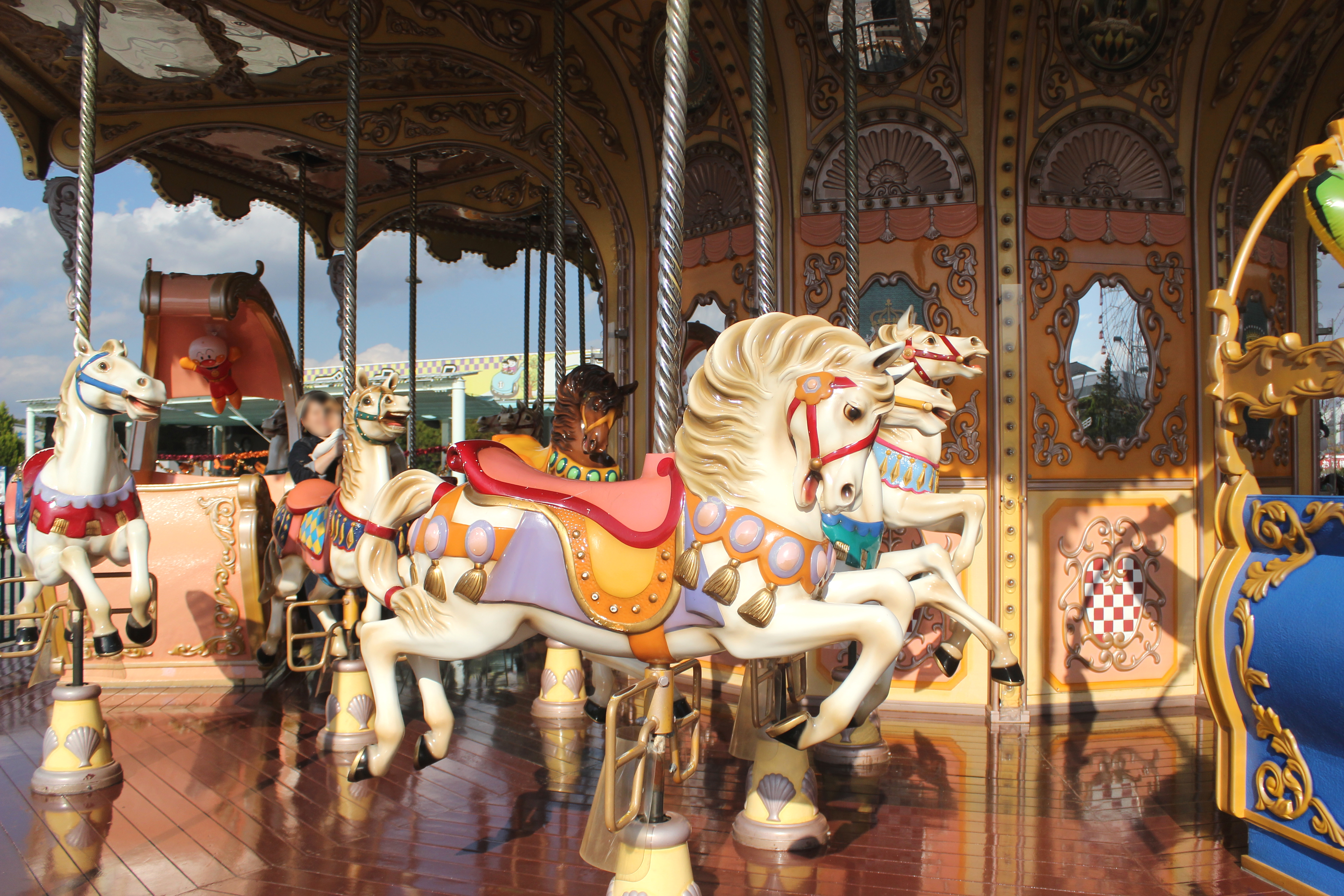
岩ヶ池公園のメリーゴーランド
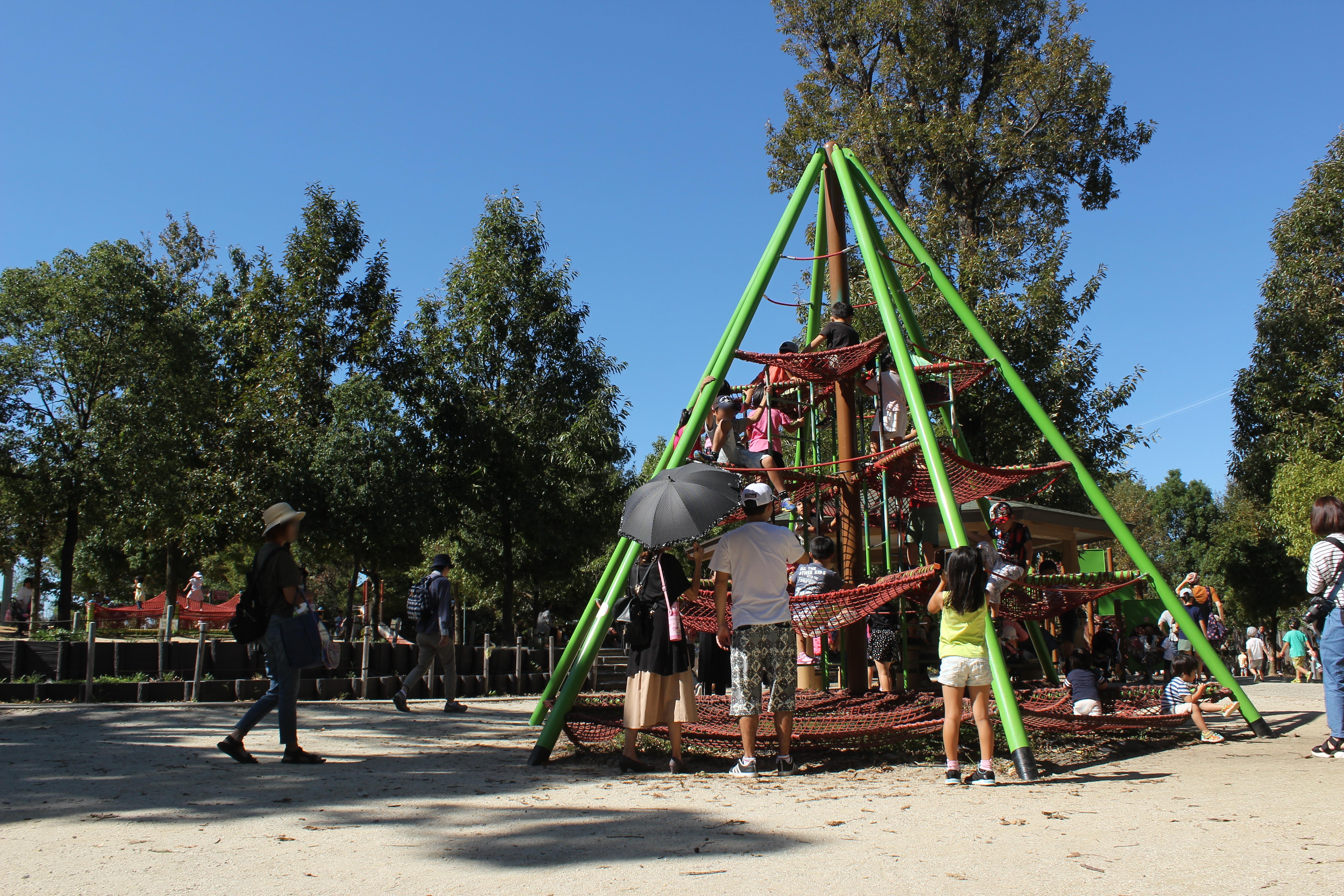
岩ヶ池公園の林間遊具
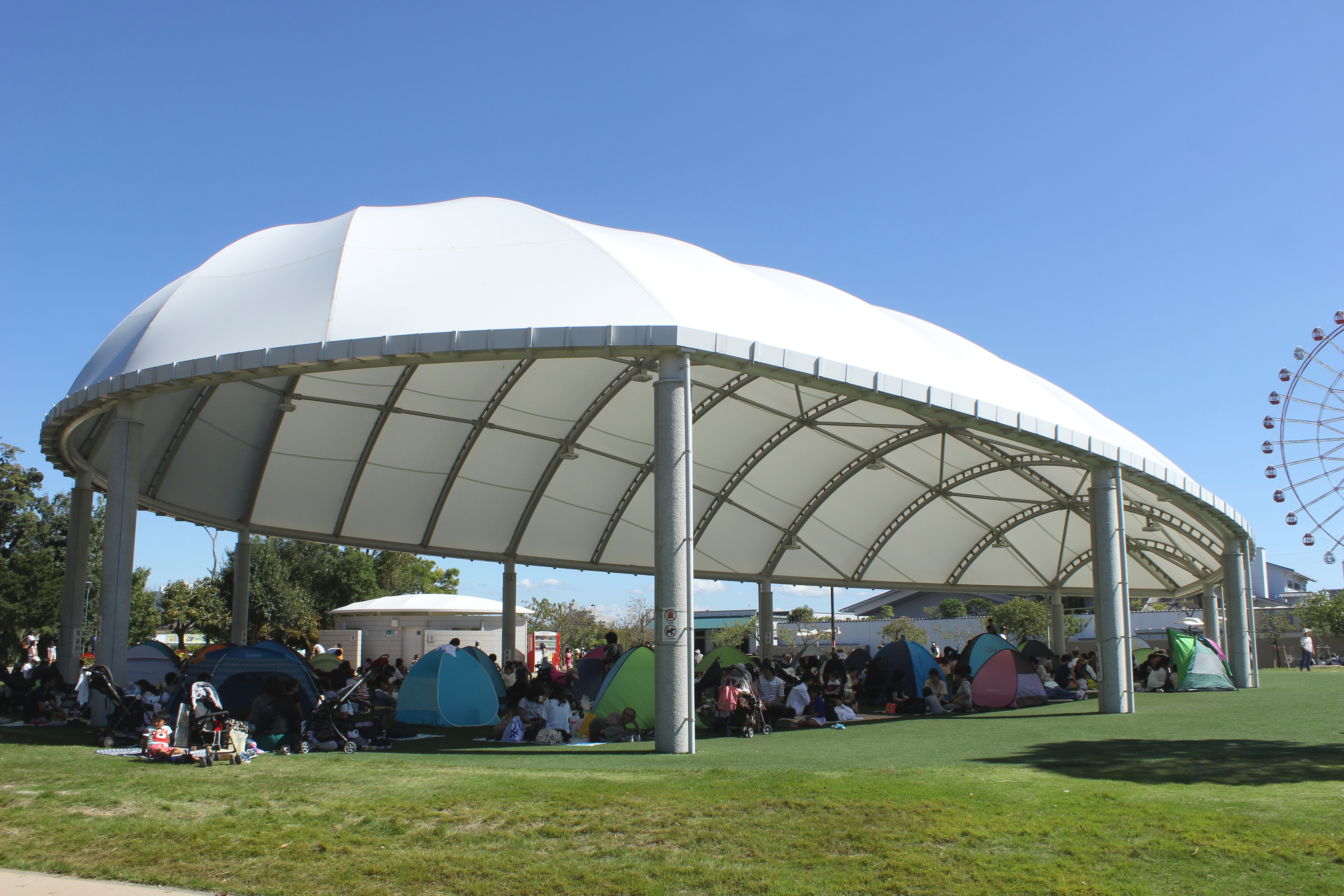
岩ヶ池公園のテント広場
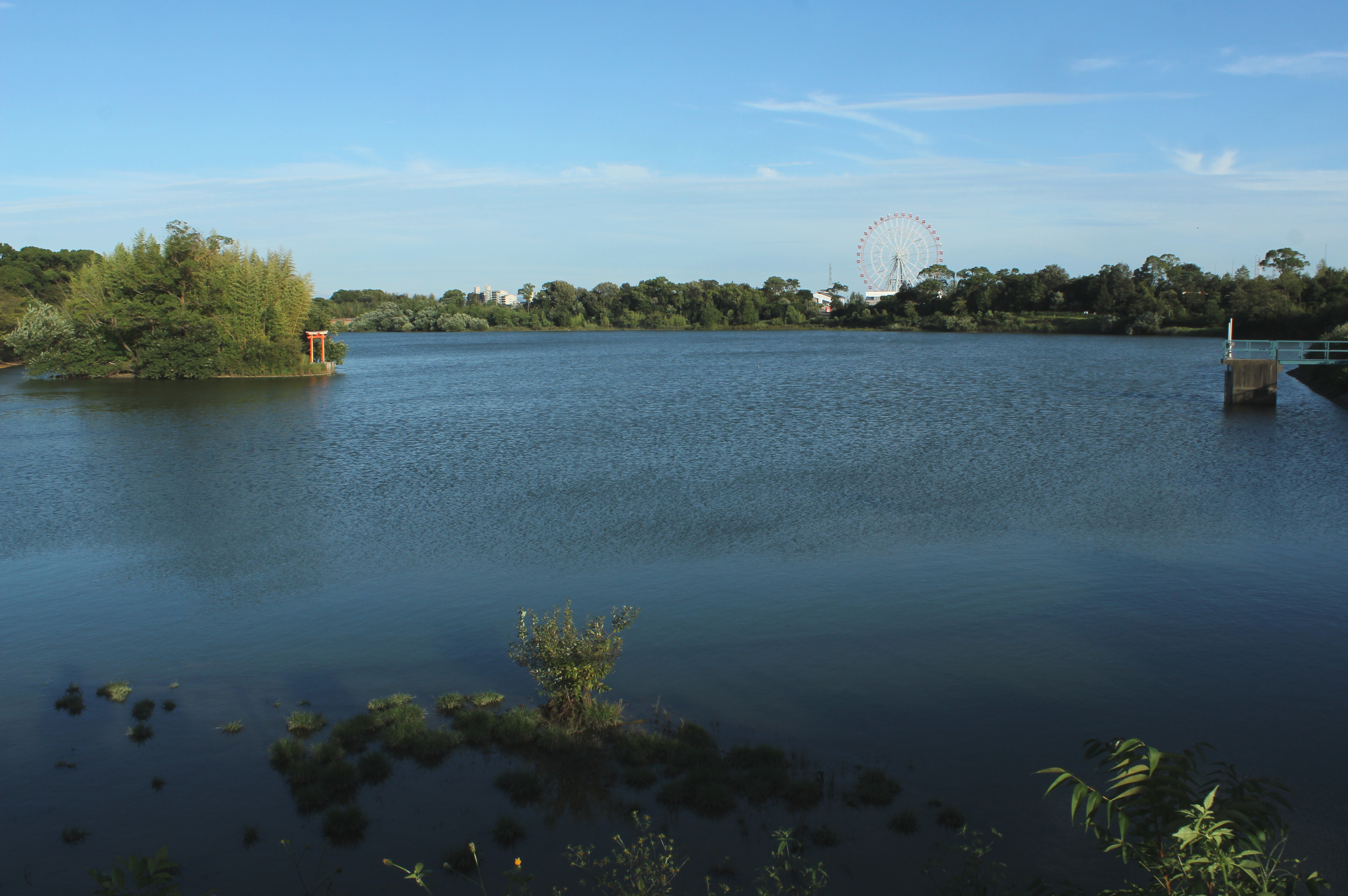
隣接する岩ヶ池に浮かぶ小島と赤鳥居
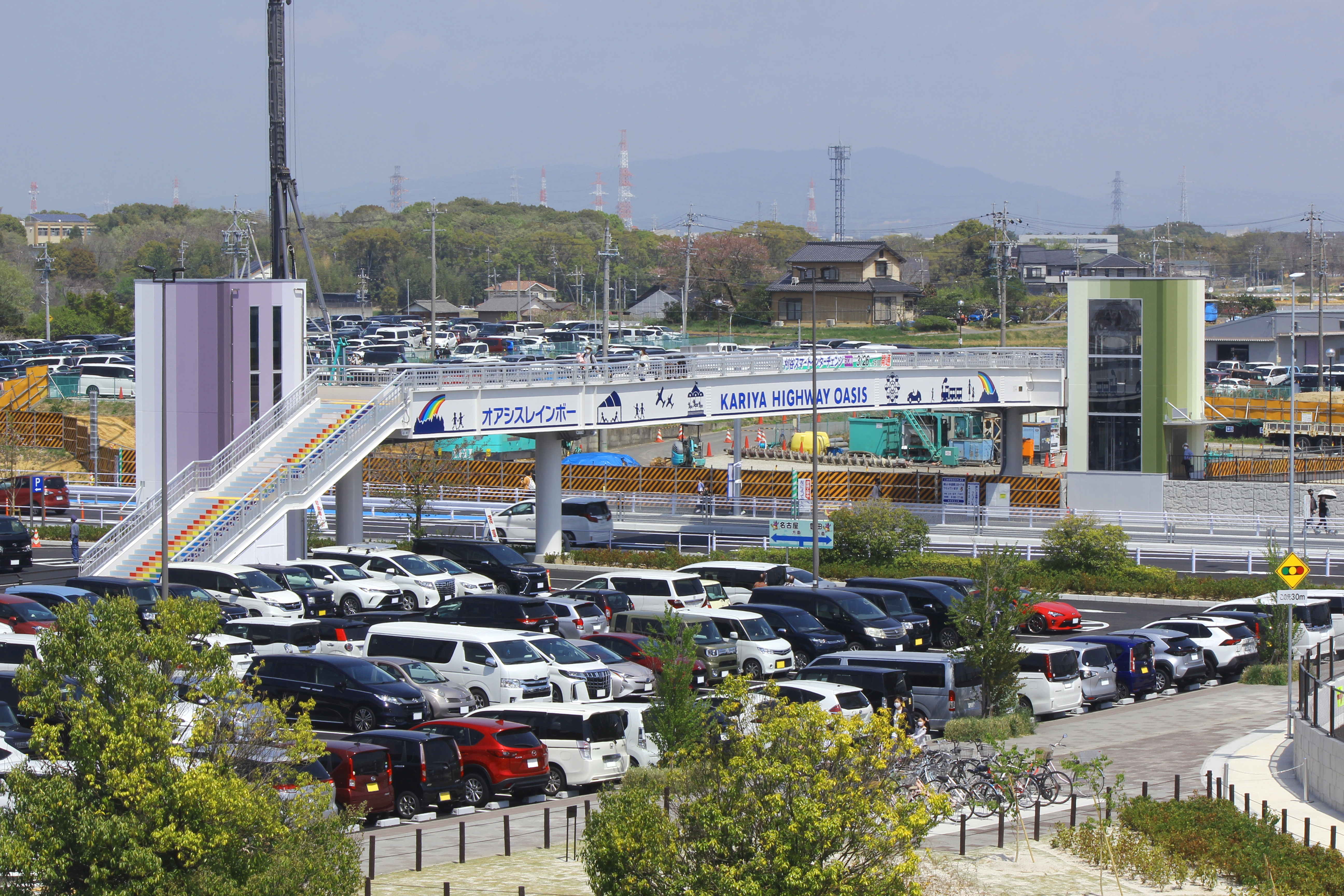
県道をまたいで園路橋（オアシスレインボー）を設置